# Grand Palais
Grand Palais des Champs-Elysées (Velika palača na Elizejskih poljanah), splošno znana kot Grand Palais, je zgodovinsko mesto, razstavna dvorana in muzejski kompleks, ki stoji ob Elizejskih poljanah v 8. okrožju Pariza, Francija. Gradnja Grand Palais se je začela leta 1897 po rušenju Palais de l'Industrie (Palače industrije) za pripravo na Svetovno razstavo leta 1900. Na tej razstavi sta nastala tudi sosednja Petit Palais in Pont Alexandre III.
Stavba je bila zasnovana kot obsežno prizorišče uradnih umetniških dogodkov. Pediment na stavbi se nanaša na to funkcijo z napisom, ki se glasi »spomenik, ki ga je republika posvetila v slavo francoske umetnosti«. Stavba, zasnovana v skladu z okusi Beaux-Arts, ima okrašene kamnite fasade, steklene oboke in zgodovinske inovacije, ki so vključevale okvirje iz železa in lahkega jekla ter armiran beton.
Ministrstvo za kulturo ga je uvrstilo na seznam zgodovinskih spomenikov (monument historique).

## Zgodovina
Odločitev, da bo svetovna razstava leta 1900 v Parizu, je razkrila globoke delitve znotraj Francoske republike. Kritiki so na projekt gledali kot na gospodarsko črpanje sredstev, ki je provincialnim vladam potegnilo sredstva in dvomili v korist, ki bi jo prinesla francoskemu gospodarstvu kot celoti. Ti pomisleki so se razširili na načrtovanje in gradnjo Grand Palaisa.
Za razliko od načrtov za Trocadéro ali operno hišo Garnier so za projekt upoštevali samo francoske arhitekte. Končna odločitev je bila objavljena 22. aprila 1896, pogodba pa je bila podeljena štirim ljudem, od katerih je vsak imel ločeno področje odgovornosti: Henri Deglane, Albert Louvet, Albert Thomas in Charles Girault.
Slavnostna otvoritev je bila 1. maja 1900. Od samega začetka je bila palača poleg predvidenih umetniških razstav prizorišče različnih vrst prireditev. Te so vključevale tekmovanje v jahanju, ki je potekalo vsako leto od leta 1901 do 1957, vendar je bilo posvečeno predvsem inovacijam in modernosti: avtomobilom, letalstvu, gospodinjskim aparatom itd. Zlata doba umetniških razstav kot takih je trajala kakšnih trideset let, zadnja pa je bila leta 1947. Prva večja retrospektiva Henrija Matissa po njegovi smrti je bila v Grand Palaisu.
Glavni prostor, dolg skoraj 240 metrov, je bil zgrajen s streho v obliki banjastega oboka iz železa, jekla in stekla, zaradi česar je zadnja od velikih prozornih struktur po navdihu londonske Kristalne palače, ki so bile potrebne za velika zbiranja ljudi pred dobo elektrike. Glavni prostor je bil prvotno povezan z ostalimi deli palače vzdolž osi vzhod-zahod z velikim stopniščem v slogu, ki je združeval klasicizem in Art nouveau, vendar je bila notranja postavitev nekoliko spremenjena.
Zunanjost te ogromne palače združuje impozantno klasično kamnito fasado z razkošjem secesijskega železa in številne skupine alegoričnih kipov, vključno z delom kiparjev Paula Gasqa, Camille Lefèvre, Alfreda Boucherja, Alphonse-Amédéeja Cordonnierja in Raoula Verleta. Monumentalna bronasta kvadriga Georgesa Récipona je na vrhu vsakega krila glavne fasade. Tista na strani Elizejskih poljan prikazuje Nesmrtnost, ki prevladuje nad Časom, tista na strani Sene pa Harmonijo, ki zmaguje nad Razdorom.
Struktura je imela težave, ki so se začele še preden je bila dokončana, predvsem zaradi posedanja, ki ga je povzročilo znižanje podzemne vode. Gradbeniki so to posedanje in nagnjenost k premikanju tal poskušali kompenzirati z ugrezanjem podpornih stebrov v trdnejša tla, saj gradnja ni mogla čakati. Ti ukrepi so bili le delno uspešni. Dodatna škoda je nastala, ko je bil objekt v uporabi. Prekomerna sila, ki je bila uporabljena na konstrukcijskih delih med namestitvijo nekaterih razstav, kot je Exposition Internationale de la Locomotion Aérienne, je povzročila škodo, prav tako so povzročile škodo konjske razstave. Sčasoma so se pokazale dodatne težave zaradi same gradnje objekta. Različne stopnje raztezanja in krčenja med elementi iz litega železa in jekla so na primer omogočile vstop vode, kar je povzročilo korozijo in nadaljnjo slabitev. Ko je leta 1993 končno padla ena od steklenih stropnih plošč, so morali glavni prostor zapreti zaradi obnovitvenih del. Za javnost so jo v celoti ponovno odprli šele leta 2007.

## Vojni čas in Palača
Palais je med prvo svetovno vojno služil kot vojaška bolnišnica, ki je zaposlovala lokalne umetnike, ki niso bili napoteni na fronto, da bi okrasili bolnišnične sobe ali izdelovali kalupe za protetične okončine.
Nacisti so med okupacijo Francije v drugi svetovni vojni Palais najprej uporabljali kot skladišče tovornjakov, nato pa sta bili v njej dve nacistični propagandni razstavi.
Pariški odpor je med osvoboditvijo Pariza uporabljal Grand Palais kot sedež. 23. avgusta 1944 je bila z okna na Avenue de Sèlves obstreljevana napredujoča nemška kolona, Nemci pa so odgovorili s tankovskim napadom na Palais. Napad je zanetil seno, ki je bilo pripravljeno za cirkuško predstavo, in v naslednjih 48 urah je gost črn dim  ognja povzročil resno škodo na stavbi. Do 26. avgusta so bili v ladji parkirani ameriški džipi, sledili pa so jim tanki francoske 2. oklepne divizije, ki so dokončali osvoboditev stavbe.

## Grand Palais danes
Grand Palais ima v kleti glavno policijsko postajo, katere policisti pomagajo varovati eksponate, ki so na ogled v Galeries nationales du Grand Palais, zlasti »salone« za razstavo slik: Salon de la Société Nationale des Beaux Arts, Salon d'Automne, in Salon Comparaisons. V zahodnem krilu stavbe je tudi znanstveni muzej, Palais de la Découverte.
Leta 2010 je bilo prizorišče svetovnega prvenstva v sabljanju.
Za razstavo Monumenta leta 2011 (od 11. maja do 23. junija) je bilo kiparju Anishu Kapoorju naročeno, da ustvari začasno notranjo instalacijo Leviathan, ogromno (približno 775.000 kvadratnih čevljev) zgradbo, ki je zapolnila polovico glavne razstavne dvorane Grand Palais.
Uporabljena je bila med zadnjo etapo Dirke po Franciji leta 2017 kot del promocije za ponudbo Pariza za poletne olimpijske igre 2024. Jezdeci so jezdili skozi Palais na poti do Elizejskih poljan.
Grand Palais je bila marca 2021 začasno zaprta za javnost zaradi pomembnih obnovitvenih del. Ponovno se bo odprla pravočasno za olimpijske igre v Parizu 2024, kjer bo gostila dogodke v sabljanju in taekwondoju. Načrtuje se, da bo Grand Palais ponovno odprta za javnost spomladi leta 2025. Medtem ko bo zaprta, bodo razstave, ki bi sicer tam potekale, gostile druge lokacije, kot sta Grand Palais Éphémère in Musée du Luxembourg v Parizu in Palais de la Bourse v Marseillu.